# Kevin Begois
Kevin Begois (* 13. Mai 1982 in Antwerpen) ist ein früherer belgischer Fußballtorhüter, der zuletzt bis Sommer 2019 beim niederländischen Eredivisie-Vertreter FC Groningen unter Vertrag stand.

## Spielerkarriere
2002 begann Begois seine Profikarriere beim belgischen Traditionsklub KV Mechelen. Beim Klub, der damals in die erste Liga aufstieg, kam der Torhüter im Laufe der Spielzeit 2002/03 zu seinen ersten Profieinsätzen. Zum Folgejahr wurde er an den niederländischen Klub Roda JC Kerkrade verkauft, die ihn mit sofortiger Wirkung an VVV-Venlo verliehen. Beim damaligen Zweitligisten kam er in seinem ersten Jahr zu unregelmäßigen Einsätzen. Erst zur Saison 2003/04 schaffte er den Durchbruch bei den Schwarz-Gelben und erkämpfte sich den Stammplatz zwischen den Pfosten. Diesen behielt er bis 2005, ehe er im Sommer des Jahres zurück zum Eredivisie-Vertreter Roda JC Kerkrade musste.
Dort kam er am 22. Oktober 2005 im Spiel gegen Sparta Rotterdam zu seinem Debüt in der höchsten niederländischen Spielklasse, als er den angeschlagenen Vladan Kujović vertrat. Bereits im Sommer 2006 trennten sich wieder die Wege von Spieler und Verein. Begois heuerte schließlich beim Zweitligisten Helmond Sport an, wo er die Nummer eins im Tor war. Im Folgejahr entschied er sich zu einem erneuten Wechsel und schloss sich wieder VVV-Venlo an. Dort konkurrierte er fortan mit Danny Wintjens. Venlo, die damals erstklassig waren, verpasste es den Klassenerhalt zu sichern, so dass man 2008/09 wieder in der Eerste Divisie spielte. Als Tabellenerster schaffte es Venlo den sofortigen Wiederaufstieg zu meistern. Zur Folgesaison verpflichtete der Klub den erfahrenen Dennis Gentenaar von Ajax Amsterdam.
Dieser war bis zum 7. Spieltag die Nummer eins der Schwarz-Gelben und Begois rückte ins zweite Glied. Nachdem Gentenaar an diesem Spieltag verletzt ausfiel und in der 76. Minute für Begois ersetzt wurde, behielt er diesen Platz bis zum 28. Spieltag. Von dort an lieferte er sich mit dem jüngeren Ruud Boffin einen Konkurrenzkampf um den Platz im Tor. Zur neuen Spielzeit 2010/11 verließ der geliehene Boffin den Venloer-Klub wieder, so dass Begois wieder mit Gentenaar und dem jungen aufrückenden Robert Böhm um die Position zwischen den Pfosten kämpfen musste. Das Duell mit Gentenaar verlor Begois vorerst. Nachdem der Klub jedoch bis zum 15. Spieltag nur zwei Siege einfahren konnte, besetzte Trainer Jan van Dijk die Torhüterposition neu und der Belgier kam zum Einsatz. Auch als Willy Boessen neuer Trainer in Venlo wurde, baute dieser auf Begois. Erst im Saisonfinale konnte sich Gentenaar wieder durchsetzen und verdrängte seinen Konkurrenten wieder auf die Ersatzbank. Über die Relegationsspiele sicherte sich der Klub schließlich doch noch den Verbleib in der Eredivisie.
Im Sommer 2011 entschied sich Begois für einen Wechsel und schloss sich deshalb dem niederländischen Zweitligisten FC Den Bosch an. Dort wurde er auf Anhieb die neue Nummer 1. Insgesamt bestritt er 55 Ligaspiele für Den Bosch, wobei er in 10 Spielen ohne Gegentor blieb, sowie 4 Pokalspiele und 5 Spiele in den Aufstieg-Play-offs. Nach einer Niederlage im Rückspiel der 3. Play-off-Runde gegen Willem II Tilburg blieb der Verein in der Saison 2012/13 in der zweithöchsten Liga.
Nach Ablauf seines Vertrag nach dieser Saison wechselte Begois ablösefrei zum PEC Zwolle in die Eredivisie. Er unterschrieb dort zunächst einen Vertrag mit einer Laufzeit von einem Jahr mit der Option der Verlängerung um ein weiteres Jahr. Am Schluss spielte er vier Jahre für Zwolle, bestritt in dieser Zeit aber nur 29 Ligaspiele und zwei Pokalspiele. In den Spielzeiten 2014/15 und 2016/17 wurde er bei der ersten Mannschaft überhaupt nicht eingesetzt. Allerdings bestritt er während dieser vier Jahre insgesamt 22 Ligaspiele für die zweite Mannschaft.
Zur Saison 2016/17 wechselte er erneut ablösefrei, diesmal zum FC Groningen. Sein Vertrag dort hatte eine Laufzeit von einem Jahr mit einer Verlängerungsoption um ein weiteres Jahr. Es war ihm dabei bewusst, dass er nur als Ersatztorhüter engagiert wurden war. Es kam dann auch zu keinem Spieleinsatz in der ersten Mannschaft. Für die zweite Mannschaft bestritt er zwei Spiele.
Beim Ablauf des Vertrages zum Ende der Saison 2018/19 wollte der Verein den Vertrag verlängern, was Begois ablehnte. Stattdessen beendete er seine Karriere, kehrte nach Antwerpen zurück, wo er junge Talente trainieren wollte.

## Trainerkarriere
Unmittelbar nach seinem Karriereende begann Begois, in der Jugend der PSV Eindhoven als Torwarttrainer zu arbeiten. Nachdem er ab Sommer 2022 diese Position in der zweiten Mannschaft innegehabt hatte, wurde Begois zum 1. Juli 2024 Torwarttrainer der Erstligamannschaft.

## Erfolge
- Niederländischer Pokalsieger mit PEC Zwolle: 2013/14
- Meister der Eerste Divisie mit VVV-Venlo: 2009